# Michael J. Noonan
Michael Joseph Noonan (4 août 1935 - 17 septembre 2013) est un homme politique irlandais du Fianna Fáil. Il est ministre de la Défense de 1987 à 1989.

## Biographie
Michael J. Noonan est né à Bruff, dans le Comté de Limerick, en 1935. Il fait ses études localement au Salesian College de Limerick avant d'obtenir un diplôme en sciences rurales de l'University College Cork. Après ses études, Noonan travaille comme agriculteur avant de se lancer en politique. Il entre pour la première fois en politique locale lorsqu'il est élu au conseil du comté de Limerick en 1967 et reste membre de ce conseil jusqu'en 1991. Il est élu au Dáil Éireann lors de sa première tentative en tant que député du Fianna Fáil pour la circonscription de Limerick West aux élections générales de 1969.
Noonan soutient Charles Haughey dans sa candidature aux élections à la direction du Fianna Fáil en 1979. En 1983, il est nommé porte-parole pour l'agriculture.
Noonan est nommé ministre de la Défense en 1987. Il suscite une certaine controverse et entre en conflit avec l'armée irlandaise sur la question de la solde. Après les élections générales de 1989, le Fianna Fáil forme une coalition avec les Démocrates progressistes, et Noonan est évincé pour accueillir les nouveaux ministres. Il est nommé ministre d'État au ministère de la Marine et reste à ce poste jusqu'en février 1992, date à laquelle Albert Reynolds devient Taoiseach et Noonan n'est pas reconduit dans ses fonctions.
Il est une figure controversée parmi les députés d’arrière-ban. Il est suspendu du Fianna Fáil à deux reprises au cours du 27e Dáil. En mars 1993, il est exclu après avoir suggéré que le Taoiseach Albert Reynolds n'était pas apte à diriger le parti parce qu'il est disposé à modifier les articles 2 et 3 de la Constitution irlandaise qui revendiquent l'Irlande du Nord comme faisant partie du territoire national. Il est réadmis au groupe parlementaire en janvier 1995, après que Bertie Ahern ait accédé à la tête du parti et que le parti soit entré dans l'opposition. Il est exclu une seconde fois en octobre 1995 en s'abstenant lors du vote sur le projet de référendum sur le divorce au Dáil. Dans une déclaration publiée après son exclusion, il attaque Ahern, l'accusant de « détruire » le Fianna Fáil et qualifie son leadership de « dictature ». Il est réadmis en mai 1997, juste avant la dissolution du 27e Dáil. Il se retire de la vie politique lors des élections générales de 1997.
Il est décédé le 17 septembre 2013.